# 安伯·赫恩
安伯·赫恩（Amber Liarnie Rose Hearn，1984年11月28日—），新西蘭女子足球运动员，司职前锋。2004年2月18日，在国际比赛中初次上场，并以零比二不敌澳大利亚队。

## 外部連結
- Amber Hearn – FIFA國際賽競賽紀錄 (存檔)
- Profile at NZF
- Team （德文） at FF USV Jena
- Soccerway資料庫：安伯·赫恩